# All N My Grill
All N My Grill je druhým singlem Missy Elliott z alba Da Real World u roku 1999. V singlu hostuje Big Boi z OutKast a zpěvačka Nicole Wray. Píseň měla větší úspěch než první singl z alba, „She's a Bitch“. Video k písni režíroval Hype Williams. Ve videoklipu se objevily Nicole Wray a namísto Big Boie z Outkast MC Solaar.

## Track list

### UK Singl
12" Promo
1. "All N My Grill" (Boy George & Kinky Roland Mix) (featuring MC Solaar) – 6:43

CD Maxi-Singl
1. "All N My Grill" (Edit) (featuring MC Solaar) – 3:34
2. "All N My Grill" (Radio Edit) (featuring Nicole Wray & Big Boi) – 3:58
3. "All N My Grill" (Album Version) (featuring MC Solaar) – 4:47

### US Singl
12" Single
Strana A
1. "All N My Grill" (Edit) (featuring Nicole Wray & MC Solaar) – 3:34
2. "All N My Grill" (Radio Edit) (featuring Nicole Wray & Big Boi) – 3:38

Strana B
1. "All N My Grill" (Instrumental) – 4:32
2. "All N My Grill" (Clean Version) (featuring Nicole Wray & Big Boi) – 4:32

### Europe Singl
CD Singl
1. "All N My Grill" (Edit) (featuring MC Solaar) – 3:34
2. "All N My Grill" (Album Version) (featuring MC Solaar) – 4:47

## Charts
| Chart (1998)                   | Nejvyšší pozice |
| ------------------------------ | --------------- |
| Billboard Hot 100              | 64              |
| U.S. Billboard Hot R&B/Hip-Hop | 16              |
| Anglie – Singly                | 20              |
| Německo – Singly               | 22              |
| Švýcarsko – Singly             | 23              |
| Francie – Singly               | 16              |
| Švédsko – Singly               | 39              |